# DNAJB11
DNAJB11 (англ. DnaJ heat shock protein family (Hsp40) member B11) – білок, який кодується однойменним геном, розташованим у людей на короткому плечі 3-ї хромосоми. Довжина поліпептидного ланцюга білка становить 358 амінокислот, а молекулярна маса — 40 514.
| 10         |  | 20         |  | 30         |  | 40         |  | 50         |
| ---------- |  | ---------- |  | ---------- |  | ---------- |  | ---------- |
| MAPQNLSTFC |  | LLLLYLIGAV |  | IAGRDFYKIL |  | GVPRSASIKD |  | IKKAYRKLAL |
| QLHPDRNPDD |  | PQAQEKFQDL |  | GAAYEVLSDS |  | EKRKQYDTYG |  | EEGLKDGHQS |
| SHGDIFSHFF |  | GDFGFMFGGT |  | PRQQDRNIPR |  | GSDIIVDLEV |  | TLEEVYAGNF |
| VEVVRNKPVA |  | RQAPGKRKCN |  | CRQEMRTTQL |  | GPGRFQMTQE |  | VVCDECPNVK |
| LVNEERTLEV |  | EIEPGVRDGM |  | EYPFIGEGEP |  | HVDGEPGDLR |  | FRIKVVKHPI |
| FERRGDDLYT |  | NVTISLVESL |  | VGFEMDITHL |  | DGHKVHISRD |  | KITRPGAKLW |
| KKGEGLPNFD |  | NNNIKGSLII |  | TFDVDFPKEQ |  | LTEEAREGIK |  | QLLKQGSVQK |
| VYNGLQGY   |  |            |  |            |  |            |  |            |

A: Аланін

C: Цистеїн

D: Аспарагінова кислота

E: Глутамінова кислота

F: Фенілаланін

G: Гліцин

H: Гістидин

I: Ізолейцин

K: Лізин

L: Лейцин

M: Метіонін

N: Аспарагін

P: Пролін

Q: Глутамін

R: Аргінін

S: Серин

T: Треонін

V: Валін

W: Триптофан

Кодований геном білок за функціями належить до шаперонів, фосфопротеїнів. 
Задіяний у такому біологічному процесі як поліморфізм. 
Локалізований у ендоплазматичному ретикулумі.